# Eliseu
Eliseu Pereira dos Santos, född 1 oktober 1983, mer känd som endast Eliseu, är en portugisisk före detta fotbollsspelare. Han spelade bland andra för Belenenses, Málaga, Zaragoza och Benfica. Han har även representerat Portugals landslag.